# Standards für Museen
Die Standards für Museen ist eine Handreichung die vom Deutschen Museumsbund gemeinsam mit ICOM Deutschland herausgegeben wurde. 

## Geschichte und Beschreibung
Die im Jahr 2006 vom Deutschen Museumsbund mit ICOM Deutschland herausgegebene Handreichung soll eine Orientierung für eine qualifizierte Museumsarbeit in den Museen in Deutschland bieten. Die formulierten Standardwerte sollen dabei die Position von Museen aller Sammlungsbereiche, Größen, Trägerformen und Regionen festigen und ihnen als Leitfaden für die tägliche Arbeit dienen. 
Im Jahr 2023 wurde eine aktualisierte Fassung der Standards für Museen herausgegeben.